# ローレンス・オコイエ
ローレンス・オコイエ（Lawrence Okoye、1991年10月6日 - ）は、イギリスの陸上競技選手、アメリカンフットボール選手。陸上競技の専門は円盤投。アメリカンフットボールのポジションはディフェンシブタックル。

## 経歴
ナイジェリア人の両親の間に、クロイドン・ロンドン特別区で生まれた。2010年の世界ジュニア陸上競技選手権大会の円盤投で6位に入った。2011年7月にオストラヴァで行われたU23ヨーロッパ陸上競技選手権大会では、19歳ながら優勝している。このシーズンにイギリス記録となる67m63cmを記録、これは当時の世界ランクで5位となる記録であった。2012年5月には、68m24cmを投げて記録を更新した。ロンドンオリンピックでは、予選で65m28cmを投げて決勝に進み、決勝では61m03cmで12位となった。
2013年3月、NFL入りを目指すことを表明、高校や大学でのアメリカンフットボール経験はないが、ラグビーユニオン経験のある彼には、NFLの5チームが関心を持った。2013年4月にカウボーイズ・スタジアムで行われたスーパーリージョナルコンバインの40ヤード走で4秒78、立ち幅跳びで318cm、垂直跳びで89cmを記録、ドラフトでの指名の可能性も出てきている。NFLドラフトでは指名されなかったものの、直後の4月27日、サンフランシスコ・フォーティナイナーズと契約を結んだ。ミネソタ・バイキングスとのプレシーズンゲームでひざを負傷した彼は、8月27日に故障者リスト入りした。

## 人物
オックスフォード大学セント・ピーターズ・カレッジで学び、2013年現在、オックスフォード大学の法学部（法律学科）に在籍。
4歳年上の白人女性フィリッパと結婚している。2015年5月、フィリッパは投資アドバイザーとして務めていた投資会社で、「黒人と付き合う女は嫌いだ」や「（黒人とわかる苗字は商売に影響するから）結婚しても苗字をオコイエにするな」などの発言をされ上司に訴えたところ、女性蔑視的な理由で不当に解雇されたとして訴訟を起こした。